# Cholecystectomie

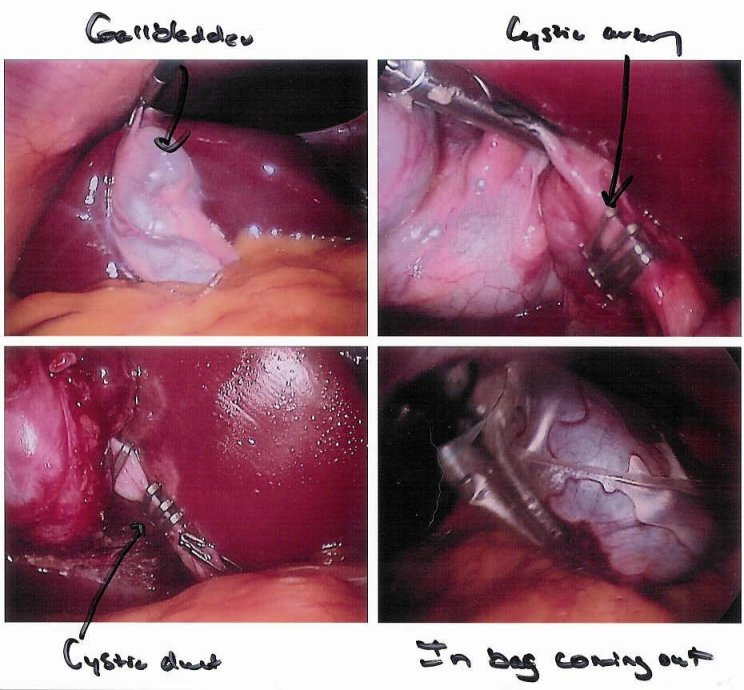
Laparoscopische cholecystectomie gezien door een laparoscoop

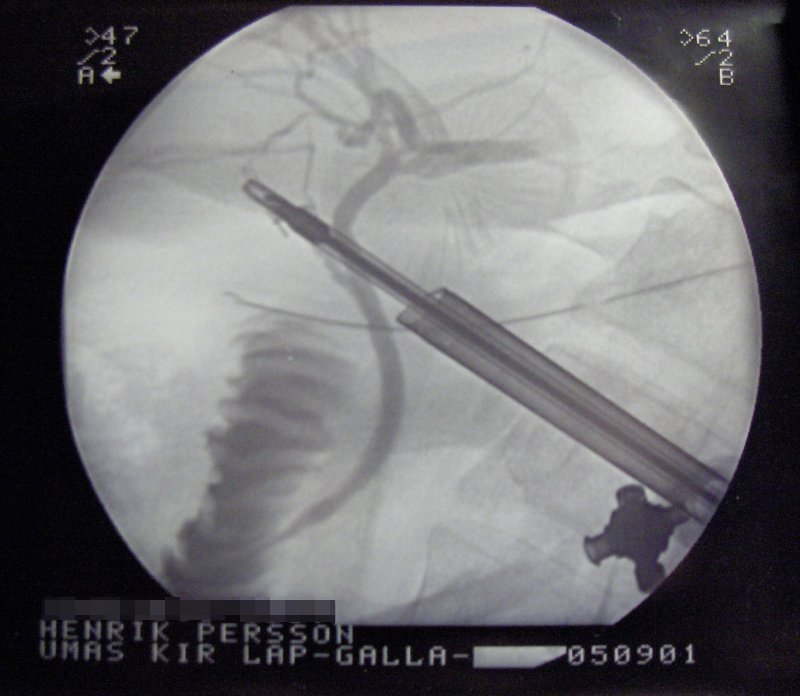
Röntgenfoto tijdens een laparoscopische cholecystectomie

Cholecystectomie (Grieks: χοληκύστις, galblaas en εκτομή, verwijderen) is een operatie waarbij de galblaas wordt weggenomen, inclusief eventuele zich daarin bevindende galstenen. Tegenwoordig (2011) gebeurt de operatie meestal langs laparoscopische weg, hoewel in een klein aantal gevallen nog moet worden teruggegrepen naar de klassieke operatie met een grote incisie onder de rechter ribbenboog (dit wordt conversie of converteren genoemd).
De operatie om de galblaas te verwijderen is een veel voorkomende operatie die gepaard gaat met een opname van minimaal een dag (en nacht), de meeste patiënten worden de dag na de operatie weer ontslagen uit het ziekenhuis.
De aanleiding voor een dergelijke operatie is meestal symptomatische galstenen of soms cholecystitis (ontsteking van de galblaas).

## Kenmerken
Na een geplande ongecompliceerde laparoscopische cholecystectomie kan de patiënt meestal de volgende dag weer naar huis. Het herstel na een geconverteerde of in opzet klassieke cholecystectomie duurt enkele dagen langer. De patiënt is na een laparoscopische operatie meestal in een week weer goed op de been, en zal van het ontbreken van een galblaas meestal geen waarneembare hinder ondervinden, hoewel sommige mensen melden dat ze vet eten iets minder goed verdragen.
In het verleden zijn wel pogingen gedaan om galstenen te verwijderen of op te lossen zonder de galblaas te verwijderen, maar vrijwel altijd traden dan recidieven op.
De galblaas fungeert als een soort reservoir voor de gal die door de lever wordt gemaakt. Als de galblaas wordt verwijderd, wordt deze functie overgenomen door de lever en galwegen.

## Indicaties
De meest voorkomende aandoening van de galblaas is de vorming van galstenen. Galstenen zijn niet abnormaal - één op vier personen heeft galstenen - en geven niet altijd aanleiding tot klachten. Een patiënt kan dus al jaren galstenen hebben zonder daar eerder problemen van te hebben ondervonden.
De galblaas kan ook worden verwijderd als deze ontstoken is.

## Methoden
- kijkoperatie met vier kleine incisies - laparoscopische cholecystectomie
- littekenloze operatie (kijkoperatie met één kleine incisie via de navel) -LESS-chirurgie cholecystectomie
- openbuikoperatie - open (conventionele) cholecystectomie

Indien mogelijk (in de meeste gevallen) wordt gekozen voor de LESS-chirurgie of laparoscopische cholecystectomie, deze levert minder pijn en ongemak op. Een veilige operatie via de laparoscopie is niet altijd mogelijk. Een laparoscopische galblaasoperatie duurt meestal één tot anderhalf uur.

### Laparoscopische cholecystectomie
Bij de operatie maakt de chirurg gebruik van een videocamera en speciale instrumenten om de galblaas te verwijderen, zonder een grote incisie in de buik te maken. In plaats daarvan maakt de chirurg drie tot vier kleine incisies. Een laparoscoop is een lange rechte buis waarop een kleine videocamera is gemonteerd voorzien van een lichtbron. Voordat de instrumenten in de buikholte worden gebracht om de operatie uit te voeren, wordt eerst de buikholte opgevuld met koolstofdioxide. Dit is nodig om meer ruimte in de buikholte en daarmee een goed overzicht te krijgen. Het gas kan het middenrif enigszins irriteren, via een zenuwbaan die naar de schouder loopt, kan dit als gevolg hebben dat de patiënt na de operatie een paar dagen een gevoelige schouder heeft. Indien dit ongemak optreedt, verdwijnt dit vanzelf.
Via een incisie van circa 2 tot 3 centimeter bij de navel wordt de laparoscoop in de buikholte gebracht, hiermee kan de chirurg in de buik kijken via een videomonitor. Hierna worden de andere incisies in de buikwand gemaakt. Alle incisies worden gebruikt om speciale instrumenten die nodig zijn voor de operatie in de buikholte te brengen, hiermee wordt de galblaas gepakt, bewogen en verwijderd. In sommige gevallen vindt de chirurg het raadzaam om na het verwijderen van de galblaas een wonddrain achter te laten.
Ook komt het soms voor dat tijdens de voorbereiding voor deze operatie een neus/maagsonde wordt ingebracht. Indien ervoor wordt gekozen om een neus/maagsonde in te brengen, dan gebeurt dit als de patiënt al onder narcose is. De sonde wordt meestal direct na de operatie weer verwijderd.
Indien de chirurg tijdens de operatie vaststelt dat het niet (veilig) mogelijk is om de galblaas laparoscopisch te verwijderen (bijvoorbeeld als de galblaas ernstig ontstoken is of omdat er te veel littekenverklevingen in de omgeving van de galblaas zijn) is het nodig om op de conventionele manier de galblaas te verwijderen. Dit kan voorkomen doordat de chirurg de galblaas voorafgaand aan de operatie niet daadwerkelijk ziet; dit kan pas nadat de laparoscoop is ingebracht. Sommige situaties zijn niet te voorspellen en kunnen pas ontdekt worden nadat de operatie reeds is gestart.

### LESS-cholecystectomie
In principe is de LESS-cholecystectomie (LESS-chirurgie/ of single site chirurgie) een doorontwikkeling van de standaard laparoscopische cholecystectomie. Alleen de manier waarop toegang tot de buik wordt gemaakt is verschillend, de daadwerkelijke chirurgische procedure die binnen het lichaam plaatsvindt, is hetzelfde als de standaard laparoscopie.
Waar bij de standaard laparoscopische cholecystectomie 3 tot 5 kleine incisies (sneetjes) van 1 tot 3 centimeter verspreid over de buik moeten worden gemaakt, kan bij de LESS-cholecystectomie de chirurg de volledige operatie door één enkele incisie uitvoeren. Als de insnijding in de navel wordt gemaakt, is het litteken verborgen en gewoonlijk bijna onzichtbaar. Bij een standaard kijkoperaties zijn altijd meerdere littekens na afloop zichtbaar. Naast dit cosmetisch verschil zou de LESS-techniek ook theoretisch mogelijk de pijn verminderen en het herstel na de operatie bevorderen omdat minder beschadigingen gemaakt worden aan de complete buikwand (huid, bloedvaten, spierweefsel, peritoneum (buikvlies)). Dit is echter nog niet bewezen in vergelijkende studies (2010).

### Open cholecystectomie
Bij een open cholecystectomie maakt de chirurg een incisie van ongeveer tien tot vijftien centimeter, midden in de bovenbuik of aan de rechterkant onder de ribbenboog, om langs die weg de galblaas te verwijderen.

## Galstenen in de galwegen
Als er aanwijzingen zijn dat er galstenen in de galwegen zitten, worden deze bij voorkeur voorafgaand aan de operatie verwijderd met behulp van een endoscoop (ERCP). Een dergelijke ingreep vindt plaats onder een roesje door de maag-darm-lever-arts, maar in sommige gevallen blijkt na afloop van de operatie om de galblaas te verwijderen pas dat er stenen in de galwegen zitten.
In niet veel voorkomende gevallen wordt ervoor gekozen om stenen in de galwegen operatief te verwijderen. Daarbij opent de chirurg de galwegen om de stenen te verwijderen, daarna worden de galwegen weer gesloten, waarbij er een drain(tje) wordt achterlaten die via een opening door de buikwand naar buiten wordt geleid (T-drain). Via deze drain kan de gal het lichaam uit worden geleid.
Het afvoeren van gal voorkomt dat de eerste periode na de operatie een te hoge druk in de galwegen ontstaat. Behalve deze kleine drain wordt er vaak ook een wonddrain in de buik achtergelaten ook deze wordt via een aparte opening in de buikwand naar buiten geleid. De ERCP geeft echter veel minder ongemak en complicaties en heeft daarom de voorkeur boven het operatief openen van de galwegen.

## Mogelijke complicaties
Zoals bij iedere operatie is ook bij het verwijderen van de galblaas de normale kans op complicaties aanwezig, zoals trombose, longontsteking, nabloedingen of een wondinfectie. Een mogelijke ernstige complicatie bij de verwijdering van de galblaas is een beschadiging van de galwegen. Dit gebeurt echter niet vaak. De gevolgen van een beschadiging aan de galwegen zijn afhankelijk van het letsel en het tijdstip waarop het letsel wordt vastgesteld. Het kan zijn dat een hersteloperatie mogelijk en/of noodzakelijk is.

## Na de operatie
De eerste dagen na de operatie zullen de wonden gevoelig zijn. Het is een normaal gevolg hiervan dat de meeste bewegingen pijnlijk zijn, waaronder ook diep ademhalen en hoesten. Deze pijn is erger na een open cholecystectomie. Tegen de pijn kunnen medicijnen worden voorgeschreven. De operatie heeft soms tot gevolg dat de patiënt direct erna wat misselijk en dorstig is. Ook hiervoor kunnen medicijnen worden voorgeschreven. Drinken mag vlak na de operatie meestal nog niet. Om er voor te zorgen dat de patiënt voldoende vocht krijgt, heeft deze een infuus in de arm/hand. Zodra de patiënt weer voldoende kan drinken, kan het infuus verwijderd worden. De meeste patiënten kunnen op de avond van de operatie weer normaal eten. Soms is er een slangetje (sonde) door de neus in de maag gebracht, deze zorgt ervoor dat de maag kort na de operatie leeg blijft en het voorkomt dat de patiënt moet overgeven. Meestal kan dit slangetje kort na de operatie worden verwijderd en kan de patiënt wat gaan drinken, naargelang de vorderingen kan het drinken en daarna het eten worden uitgebreid.
Indien er een slangetje (drain) in het wondgebied is achtergelaten, is dit nodig om bloed en vocht af te voeren. Zodra er geen vocht meer uit de drain komt, kan de drain worden verwijderd, vaak is dat na twee of drie dagen. Als de galwegen tijdens de operatie geopend zijn geweest, is er nog een tweede slangetje om gal af te voeren. In dat geval worden er een week na de operatie röntgenfoto’s gemaakt, waarbij er via dat slangetje contrastvloeistof in de galwegen wordt gespoten. Op de röntgenfoto’s zal te zien zijn of de gal goed naar de darm stroomt en of er geen stenen in de galwegen zijn achtergebleven, aan de hand van de uitslag van de röntgenfoto’s kan de drain worden verwijderd. Over het algemeen is dit meestal tien dagen na de operatie.